# Manuel Aguirre y Monsalbe
Manuel Aguirre y Monsalbe (1822 – 1856) è stato un pittore spagnolo, attivo nel XIX secolo in Aragona.

## Biografia

### Infanzia ed educazione artistica
È nato a Malaga ed è diventato allievo di Vicente López y Portaña. 

### Carriera
Nel 1846 divenne professore all'Accademia di San Luis a Saragozza. 

### Ritratti dei re d'Aragona

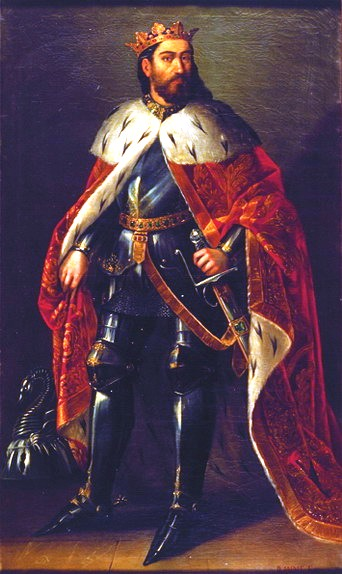
Ritratto di Giacomo I d'Aragona, di Manuel Aguirre

Ha dipinto una collezione di "ritratti dei re di Aragona" per il Casinò di quella città.